# Kakkō no Iinazuke
Kakkō no Iinazuke (カッコウの許嫁 lit. La novia del cuco?), también conocida como Cuckoo's Fiancee o A Couple of Cuckoos en inglés, y Una pareja de cucos en España, es una serie de manga japonés escrito e ilustrado por Miki Yoshikawa. Después de ser publicado como un one-shot en la revista número 43 de Shūkan Shōnen Magazine de Kōdansha de 2019, comenzó su serialización a partir del 29 de enero de 2020 en función de los resultados de una encuesta realizada a los lectores de la revista, hasta el momento siendo compilada en veintinueve volúmenes tankōbon.
Inmediatamente después de su publicación, apareció en la portada de la edición 24 de 2020 de la Shūkan Shōnen Magazine, algo inusual que suceda en la revista cuando la serie solo tenía 15 capítulos publicados, esto se debió a la popularidad que ha tenido con sus lectores.
Una adaptación al anime producida por los estudios Shin-Ei Animation y SynergySP se emitió del 23 de abril al 1 de octubre de 2022 en el bloque NUMAnimation de TV Asahi.

## Sinopsis
Nagi Umino, que asiste a la prestigiosa «Academia privada Megurogawa», es informado del hecho de que hubo un «error» del que se enteró después de 16 años después de haber nacido, y es que lo intercambiaron con otra familia. Durante el camino para ir a conocer a sus padres biológicos, se encuentra con una chica que fingía suicidarse, se trata de Erika Amano, una popular Celebridad de internet la cual rechazaba la idea de que sus padres la forzaran a un matrimonio arreglado. Debido a lo indecoroso del encuentro, Erika chantajea a Nagi para que este finja ser su novio y escapar al compromiso. Pero al llegar a la cita con sus padres biológicos, Nagi descubre que al nacer, el y Erika fueron los bebés intercambiados entre ambas familias, y justamente el pretendiente de ella iba a ser él

## Personajes
Nagi Umino (海野 凪 Umino Nagi?)
 Seiyū: Yūma Uchida (comercial de 2020), Kaito Ishikawa (anime), Nicholas Andrew Louie (inglés), Diego Becerril (español latino)
Es un estudiante de segundo año de la academia Megurogawa. Tiene 17 años de edad. Originalmente, nació como el heredero de la familia Amano, pero fue criado en una familia promedio debido a un error en el hospital donde nació. Está obsesionado con los estudios, ya que quiere superar a Segawa para luego declararse ante ella, a pesar de no tener ninguna experiencia romántica. A pesar de ser muy inteligente, también sabe pelear, por influencia de sus padres adoptivos, quienes en su juventud fueron delincuentes escolares. Tras un desafío que ganó, comienza a salir con Hiro. Sin embargo, comienza a desarrollar sentimientos hacia Erika después de darse cuenta de que la lastimó al elegir a Hiro. Tiempo después Hiro rompe con Nagi asumiendo que ella ya no estaba enamorada de él.
Erika Amano (天野 エリカ Amano Erika?)
 Seiyū: Maaya Uchida (comercial de 2020), Akari Kitō (anime) Lindsay Sheppard (inglés), Ana Lucía Ramos (español latino)
Es una estudiante de segundo año la escuela privada Orpheus College. 17 años de edad. Originalmente pertenecía a la familia Umino, pero por un error en el hospital en donde nació fue intercambiada por Nagi, siendo criada por los Amano. Es una celebridad de Instagram bastante popular incluso en la escuela a la que asiste Nagi. Para esquivar un matrimonio arreglado, extorsionó a Nagi con un video para que finja ser su novio, pero al ver como él la defendió de unos acosadores, comenzó a sentir una atracción legítima por él. Más tarde, Erika se da cuenta de que realmente está enamorada de Nagi, ya que se siente herida cuando él eligió a Hiro en lugar de ella.
Sachi Umino (海野 幸 Umino Sachi?)
 Seiyū: Konomi Kohara, Bryn Apprill (inglés), Estefanía Piedra (español latino)
Es la segunda hija de los Umino, por lo cual es la hermana adoptiva de Nagi y biológica de Erika. Se muestra bastante apegada a su hermano, notando que él tiene una actitud distinta al resto de la familia. Al descubrir de que no están unidos por sangre, su afecto se intensifica. Tiene miedo de que Nagi la deje, por lo que se escapa de casa y se muda a la casa donde se hospedan Nagi y Erika.
Hiro Segawa (瀬川 ひろ Segawa Hiro?)
 Seiyū: Nao Tōyama, Amanda Lee (inglés), Vanessa Olea (español latino)
Es una estudiante de segundo año de la academia Megurogawa. Tiene 17 años de edad. Vive en un templo y también trabaja como miko. De personalidad algo torpe, es tanto la rival en estudios como el verdadero interés amoroso de Nagi, ya que a ella le interesan los chicos que sean más inteligentes que ella. Sin embargo y al parecer, ella no lo toma en serio, ya que está comprometida. Aunque quiere que Nagi se reúna con Erika, se sugiere que ella también ha desarrollado sentimientos por Nagi. A veces muestra tendencias yandere hacia Nagi. Ella y Nagi finalmente comienzan a salir, sin embargo, Hiro rompe su noviazgo con él porque sabía que la relación no funcionaría entre ella y Nagi si se casaban.
Ai Mochizuki (望月 あい Mochizuki Ai?)
 Seiyū: Hina Yomiya, Bao the Whale (inglés), Betzabé Jara (español latino)
Amiga de la infancia de Nagi, que se mudó a China cuando era niña debido al trabajo de su padre y regresa a Japón por Nagi. También es una popular cantante en línea. Ha estado enamorada de Nagi desde la infancia, hasta el punto de decorar su habitación con fotos de él.
Yōhei Umino (海野 洋平 Umino Yōhei?)
 Seiyū: Ryōhei Kimura, Gianni Matragrano (inglés), Hugo Núñez (español latino)
El padre adoptivo de Nagi y el padre biológico de Erika y Sachi. Él y su esposa Namie administran un restaurante juntos.
Namie Umino (海野 奈美恵 Umino Namie?)
 Seiyū: Yōko Hikasa, Marissa Lenti (inglés), Araceli Romero (español latino)
La madre adoptiva de Nagi y la madre biológica de Erika y Sachi. Ella y su esposo Yōhei administran un restaurante juntos.
Sōichirō Amano (天野 宗一郎 Amano Sōichirō?)
 Seiyū: Toshiyuki Morikawa, David J. Dixon (inglés), Abraham Toscano (español latino)
El padre adoptivo de Erika y el padre biológico de Nagi. Es dueño de una cadena hotelera.
Ritsuko Amano (天野 律子 Amano Ritsuko?)
 Seiyū: Yukiko Aruga, Monica Rial (inglés), Mildred Barrera (español latino)
La madre adoptiva de Erika y la madre biológica de Nagi. Trabaja como productora de televisión.
Asami Segawa (瀬川 あさみ Segawa Asami?)
 Seiyū: Misaki Watanabe
La madre de Hiro y sacerdotisa del templo. Es amable y cortés con Erika, pero es muy grosera y hostil hacia Nagi, ya que no le gusta que su hija tenga amigos hombres. Ama mucho a su hija y es muy sobreprotectora con ella.
Shion Asuma (遊馬 シオン Asuma Shion?)
 Seiyū: Yoshitsugu Matsuoka, Ángel Contreras (español latino)
Compañero de clases de Nagi que está enamorado de Erika.
Sousuke Amano (天野 宗助 Amano Sōsuke?)
 Seiyū: Aino Shimada (niño), Dawn M. Bennett (Inglés)
Es el hermano adoptivo de Erika Amano y el hermano biológico mayor de Nagi Umino por 5 años. No se sabía mucho sobre él, aparte de que había "desaparecido" algún tiempo antes de que ocurrieran los acontecimientos del matrimonio arreglado. Aunque solo apareció en escenas retrospectivas durante mucho tiempo, finalmente aparece en la historia principal en el capítulo 135 del manga, donde se revela que ha estado involucrado en el negocio inmobiliario de su padre.
Juno Kukimaru
Es un estudiante de segundo año de preparatoria y el prometido de Hiro.

## Contenido de la obra

### Manga
Kakkō no Iinazuke es escrito e ilustrado por Miki Yoshikawa. Originalmente comenzó como un one-shot en la revista número 43 de Shūkan Shōnen Magazine de Kōdansha de 2019, como parte de una promoción en la que publicarían tres one-shots y los lectores podrían votar cuál recibiría una serialización. La serie comenzó a serializarse en Shūkan Shōnen Magazine el 29 de enero de 2020. Kōdansha recopila sus capítulos individuales en volúmenes tankōbon. El primer volumen se publicó el 15 de mayo de 2020, y hasta el momento se han lanzado veintinueve volúmenes. El 11 de junio de 2020 se lanzó un video promocional de la serie. El video fue interpretado por Yūma Uchida y Maaya Uchida, quienes son hermanos.
Norma Editorial obtuvo la licencia de la serie en España.
| Volúmenes de manga publicados | Volúmenes de manga publicados | Volúmenes de manga publicados | Volúmenes de manga publicados | Volúmenes de manga publicados |
| Número                        | Fecha de lanzamiento          | ISBN                          | Fecha de lanzamiento          | ISBN                          |
| ----------------------------- | ----------------------------- | ----------------------------- | ----------------------------- | ----------------------------- |
| 1                             | 15 de mayo de 2020            | ISBN 978-4-06-519380-8        | 28 de octubre de 2021         | ISBN 978-84-679-4804-2        |
| 2                             | 17 de julio de 2020           | ISBN 978-4-06-520108-4        | 14 de enero de 2022           | ISBN 978-84-679-4805-9        |
| 3                             | 17 de septiembre de 2020      | ISBN 978-4-06-520597-6        | 4 de marzo de 2022            | ISBN 978-84-679-4806-6        |
| 4                             | 17 de noviembre de 2020       | ISBN 978-4-06-521254-7        | 27 de mayo de 2022            | ISBN 978-84-679-4807-3        |
| 5                             | 15 de enero de 2021           | ISBN 978-4-06-521642-2        | 29 de julio de 2022           | ISBN 978-84-679-4808-0        |
| 6                             | 16 de abril de 2021           | ISBN 978-4-06-522522-6        | 23 de septiembre de 2022      | ISBN 978-84-679-5905-5        |
| 7                             | 16 de julio de 2021           | ISBN 978-4-06-523580-5        | 11 de noviembre de 2022       | ISBN 978-84-679-5906-2        |
| 8                             | 17 de septiembre de 2021      | ISBN 978-4-06-524837-9        | 12 de mayo de 2023            | ISBN 978-84-679-5907-9        |
| 9                             | 17 de noviembre de 2021       | ISBN 978-4-06-526000-5        | 7 de julio de 2023            | ISBN 978-84-679-6267-3        |
| 10                            | 17 de enero de 2022           | ISBN 978-4-06-526602-1        | 6 de octubre de 2023          | ISBN 978-84-679-6268-0        |
| 11                            | 17 de marzo de 2022           | ISBN 978-4-06-527283-1        | 2 de febrero de 2024          | ISBN 978-84-679-6269-7        |
| 12                            | 17 de mayo de 2022            | ISBN 978-4-06-527918-2        | 7 de junio de 2024            | ISBN 978-84-679-6771-5        |
| 13                            | 15 de julio de 2022           | ISBN 978-4-06-528431-5        | 2 de agosto de 2024           | ISBN 978-84-679-6772-2        |
| 14                            | 17 de octubre de 2022         | ISBN 978-4-06-529488-8        | 17 de enero de 2025           | ISBN 978-84-679-7356-3        |
| 15                            | 16 de diciembre de 2022       | ISBN 978-4-06-529937-1        | 7 de marzo de 2025            | ISBN 978-84-679-7357-0        |
| 16                            | 16 de marzo de 2023           | ISBN 978-4-06-530628-4        | 9 de mayo de 2025             | ISBN 978-84-679-7358-7        |
| 17                            | 17 de mayo de 2023            | ISBN 978-4-06-531584-2        | 8 de agosto de 2025           | ISBN 978-84-679-7584-0        |
| 18                            | 17 de agosto de 2023          | ISBN 978-4-06-532608-4        | —                             | —                             |
| 19                            | 17 de octubre de 2023         | ISBN 978-4-06-533151-4        | —                             | —                             |
| 20                            | 15 de diciembre de 2023       | ISBN 978-4-06-533885-8        | —                             | —                             |
| 21                            | 16 de febrero de 2024         | ISBN 978-4-06-534567-2        | —                             | —                             |
| 22                            | 17 de abril de 2024           | ISBN 978-4-06-535176-5        | —                             | —                             |
| 23                            | 17 de julio de 2024           | ISBN 978-4-06-536159-7        | —                             | —                             |
| 24                            | 17 de septiembre de 2024      | ISBN 978-4-06-536771-1        | —                             | —                             |
| 25                            | 15 de noviembre de 2024       | ISBN 978-4-06-537440-5        | —                             | —                             |
| 26                            | 17 de enero de 2025           | ISBN 978-4-06-538066-6        | —                             | —                             |
| 27                            | 16 de abril de 2025           | ISBN 978-4-06-539100-6        | —                             | —                             |
| 28                            | 17 de junio de 2025           | ISBN 978-4-06-539764-0        | —                             | —                             |
| 29                            | 12 de agosto de 2025          | ISBN 978-4-06-540371-6        | —                             | —                             |

### Anime
El 6 de abril de 2021, se anunció una adaptación de la serie de televisión de anime. Será animado por los estudios Shin-Ei Animation y SynergySP, dirigido por Yoshiyuki Shirahata, con Hiroaki Akagi como director en jefe, Yasuhiro Nakanishi supervisando los guiones de la serie y Aya Takano diseñando personajes. La serie se estrenó el 23 de abril de 2022 en el bloque NUMAnimation de TV Asahi. Se emitió durante dos cursos consecutivos. El primer tema de apertura es «Dekoboko» (凸凹?  lit. Bruto) interpretado por Kiyoe Yoshioka, vocalista del dúo japonés Ikimonogakari, mientras que el primer tema de cierre es «Shikaku Unmei» (四角運命?  lit. Destino cuadrado) interpretado por Sangatsu no Phantasia. El segundo tema de apertura es «Glitter» de sumika, mientras que el segundo tema de cierre es «HELLO HELLO HELLO» de Eir Aoi. Crunchyroll obtuvo la licencia de la serie fuera de Asia. Una miniserie de anime derivada titulada Kakkō no Iikagen también se estrenó en YouTube el 28 de abril de 2022.
El 11 de abril de 2022, Crunchyroll anunció que la serie recibirá un doblaje tanto en inglés como en español, que se estrenó el 14 de mayo.
El 26 de julio de 2024 se anunció una segunda temporada. Está producida por Okuruto Noboru y escrita y dirigida por Masakazu Hishida, con Kyoko Chika diseñando los personajes y Rei Ishizuka regresando como compositor. Se estrenó el 8 de julio de 2025. El tema de cierre es «Anata de Nakucha» (あなたでなくちゃ?), interpretado por 22/7.

## Recepción
Se informó que el primer volumen se agotó en las tiendas debido a la gran demanda y que las ventas superaron las expectativas de la editorial y de la autora. Kakkō no Iinazuke ocupó el puesto número 12 en Kono Manga ga Sugoi! de Takarajimasha en la lista de los mejores manga de 2021 para lectores masculinos. La serie ocupó el puesto número 5 en los «Cómics recomendados por los empleados de la librería nacional de 2021» del sitio web Honya Club. El manga ha sido nominado para el 46.º Premio de Manga Kōdansha en la categoría shōnen en 2022.